# Sojuz 30
Sojuz 30 byla kosmická loď SSSR z roku 1978, která se svou mezinárodní posádkou absolvovala let k sovětské orbitální stanici Saljut 6. Podle katalogu COSPAR dostala označení 1978-065A a byl to 65. registrovaný let kosmické lodě s lidmi na palubě ze Země. Jejím volacím znakem byl KAVKAZ. Jednalo se o druhý let v rámci programu Interkosmos.

## Posádka
Dvoučlennou posádku tvořili tito kosmonauti:
- Pjotr Klimuk, 35 roků, Bělorus, velitel lodě, třetí let do vesmíru
- Mirosław Hermaszewski, 36 roků, Polák, kosmonaut-výzkumník, nováček

## Průběh letu

### Start
Loď odstartovala 27. června 1978 odpoledne z kosmodromu Bajkonur s pomocí rakety Sojuz U. Start se vydařil, loď se dostala na orbitu 264 – 310 km, ve vzdálenosti 20 km od stanice byl zapnut systém automatického přibližování. K pevnému připojení ke stanici došlo 28. června 1978 a tentýž den oba kosmonauti přešli do Saljutu.

### Práce na stanici
Na stanici přiletěli jako pracovní návštěva, protože zde v době jejich příletu byla 10 dní druhá stálá posádka Vladimir Kovaljonok a Alexandr Ivančenkov s Sojuzem 29. U stanice byla připojena nyní formace stanice a dvou Sojuzů. Stanice Saljut 6 v té době kroužila nad Zemí ve výšce 338 – 368 km a periodou 91 minut. Celé kvarteto kosmonautů plnilo zadaný pracovní sedmidenní program, který zahrnoval nejen řadu televizních reportáží, ale hlavně vědeckotechnické experimenty. Jednalo se např. o snímkování území Polska a SSSR, pracovali s tavicí pecí (experimenty se jménem SYRENA a SPLAV), prováděli lékařská měření změn chuti, srdeční zátěže atd.

### Návrat lodě k Zemi
Dne 5. července 1978 oba kosmonauti se ve své lodi od stanice odpojili a bez problémů s pomocí brzdícího motoru a padákového systému kabina lodě přistála na území Kazachstánu, zhruba 300 km od Celinogradu. Jejich let trval 190 hodin. 

## Konstrukce lodě
Udaná startovací hmotnost byla 6800 kg vč.200 kg paliva pro manévrování a brzdění. Loď se obdobně jako ostatní lodě Sojuz skládala ze tří částí, kulovité orbitální sekce, návratové kabiny a sekce přístrojové. Měla namontováno spojovací zařízení a padákový systém.